# Coalition arc-en-ciel
Pour les articles homonymes, voir Arc-en-ciel (homonymie).
La coalition arc-en-ciel (ou paars-groen en néerlandais) est le nom donné en Belgique aux coalitions rassemblant des libéraux, des socialistes et des écologistes. Si cette expression a été utilisée pour la première fois en 1999 pour désigner le gouvernement Verhofstadt I, elle est également utilisée pour désigner les autres gouvernements belges, quel que soit le niveau de pouvoir, qui ont recours au même type de coalition. 
De nombreuses coalitions arc-en-ciel ont été mises en place à la suite de la victoire des libéraux et des écologistes de 1999, mais elles disparaissent toutes en 2003-2004 à la suite de la défaite des écologistes. Il faut attendre 2019 pour que de nouvelles coalitions arc-en-ciel réapparaissent. 

## Liste des coalitions arc-en-ciel

### Gouvernement fédéral
- 1999-2003 : Verhofstadt I (VLD, PS, PRL, SP, Ecolo et Agalev)

### Gouvernement wallon
- 1999-2000 : Di Rupo I (PS - PRL-FDF-MCC - Ecolo)
- 2000-2004 : Van Cauwenberghe I (PS - PRL-FDF-MCC - Ecolo)
- 2019-2024 : Di Rupo III (PS-MR-Ecolo)

### Gouvernement bruxellois
- 2019- : Vervoort III (PS-Ecolo-DéFI-Groen-Open Vld- sp.a)

### Gouvernement de la communauté française
- 1999-2004 : Hasquin (PS - PRL-FDF-MCC - Ecolo)
- 2019-2024 : Jeholet (MR-PS-Ecolo)

### Gouvernement germanophone
- 1999-2004 : Lambertz I (SP-PFF-Ecolo)